# 테살리아 대학교
테살리아 대학교(University of Thessaly, UTH, 그리스어: Πανεπιστήμιο Θεσσαλίας)는 1984년에 설립된 그리스 테살리아에 있는 공립 대학교이다. 이 대학에는 볼로스시의 메인 캠퍼스와 카디스타, 라리사, 트리칼라 및 도심에 위치한 지역 캠퍼스가 있다. 항구 해안가에 위치한 대학의 중앙 행정 및 학술 건물로 종종 메인 캠퍼스라고 부르지만 실제로 대학은 더 넓은 지역 내에서 건물이 지리적으로 분산된 여러 지역에 분포되어 있기 때문에 하나의 주된 지역으로서는 존재하지는 않는다. 2014년 가을 학기 등록자는 학부생 14,000명, 석사과정 학생 2,150명, 박사과정 학생 1,400명, 교수진 710명으로 구성되었다.